# モスクワの金

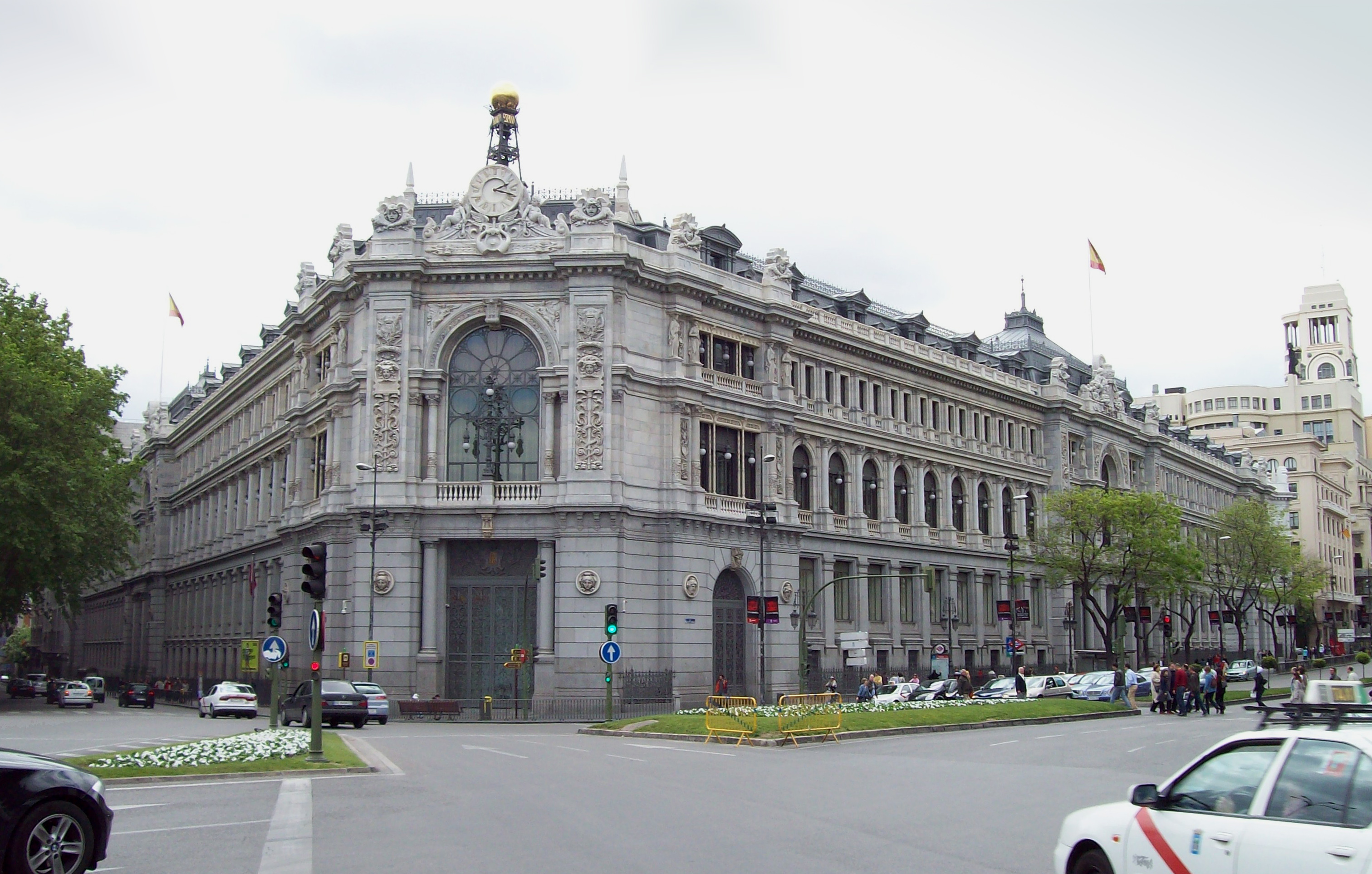
現在のマドリード市アルカラ通りにあるスペイン銀行の中央建物

モスクワの金（モスクワのきん）、もしくは共和国の金（きょうわこくのきん）は、1936年に勃発したスペイン内戦時、スペイン銀行の金保有量の72.6％に当たる510トンの金がマドリードからソビエト連邦に移送された計策を指す。この移送は、第二共和制スペイン共和国政府の命令として共和国首相によって指示され、財務大臣の指揮によって行われた。別に、193トン相当はフランスに移送されそこで通貨に交換された。この件はパリの金と呼ばれる。

## ２つの意味でのモスクワの金と世界共産主義革命
- スペインからモスクワに送られた金(きん)

1930年代には、「モスクワの金」という表現は、スペイン内戦時やその後のフランコ政権初期において、スペインでの出来事に関して、国際上の報道用語として使用されていた。これは、「モスクワへ送られた金(金貨)」という意味である。
- 世界共産主義革命のためにモスクワから送られた資金

一方、1935年以前から、ヨシフ・スターリン率いるソ連政府は”プロレタリア階級による世界的な共産革命”を掲げ、外交政策を推し進めた。これは、西欧諸国に、政治的、社会的影響を与えた。後の冷戦時代においては、「モスクワの金」という言葉は、欧米の共産主義を掲げる政党や労働組合の共産主義活動の資金は、もっぱら「ソ連から支給されている金、資金」である、という意味で、国際的に使用された。例えば、タイム誌などの英字メディアは、このソ連の国際的な赤化運動を「モスクワの金」と言い表した。「モスクワからの給料」という表現も使われた。ソ連崩壊後の1990年初めには、西欧の共産党でも変容が見られた。その中で、フランスでは、同様に、フランス共産党の資金問題に対して、この表現が用いられた。

### 研究と論議
1970年代以降、このモスクワに送られた金について、当時の公文書や記録を基にして多くの研究がなされて、論文が書かれ書籍が発行された。スペイン国内においては、長きに渡って論争の火種となっており史学のディベートにおいても頻繁に議題に上がった。論争の中心となっているのは、金の移送の動機、及びその使い道に対する政治的解釈の相違、移送による内戦の激化、金の移送がもたらした内戦後の亡命政府に対する影響、そして、フランコ率いるスペイン国政府とソビエト連邦の外交関係である。

## 背景

### 移送時のスペイン国内の状況

スペイン市民戦争の1936年8から9月の状況。青色は反乱軍、赤は共和国、緑は反乱軍が獲得した地域。

1936年7月19日、第二共和制スペイン共和国政府に対して軍隊の一部がクーデターを決起したが、不完全なものに終わり、国内の3分の1を反乱軍が、残りを共和国政府が抑える形でスペイン内戦が勃発した。反乱軍側である民族独立主義派はフランシスコ・フランコに率いられ、内戦を勝ち抜くべく必要な物資の支援を取り付けるために、ドイツとイタリアとの交渉にあたった。一方、同様の交渉を共和国政府はフランスと行った。この交渉は両陣営共に内戦を続けるのに必要な物資が不足しているが故のものであったが、他国を巻き込むことにより内戦は国内だけの問題ではなく、徐々に国際的なものとなっていく。どこから武器弾薬を購入できるのか、が勝敗を分かつ要件となっていた。

### 欧州諸国の事情

#### 全般の状況
当時の欧州は、第一次世界大戦後の不安定な状態で、スペイン内戦の勃発は、厄介な問題であった。英国とフランスはどちらの勢力にも組せず、中立を保つことを決定した。ソ連にとっては、ドイツや大日本帝国の問題の方が切実であり、当初、遠いスペインの件は、あまり重要ではなく、より、欧州との外交をより慎重に対応することが大切であった。

#### 英仏の事情
内戦勃発時、フランス政府は中道政党の急進党を含む人民戦線が支配しており、国内の政情は不明瞭なものであった。時のフランス首相レオン・ブルムは、フランス共産党と共に共和国側を支援し軍事介入を行おうとしたが、急進党はそれに反対し、ブルム率いる政府への支援を取り消すと脅した。イギリスでは、当時首相であった保守党のスタンリー・ボールドウィンの宥和政策を阻害する恐れがあるとして、同様に内戦に介入しないことに同意した。これにより1936年7月25日、フランス政府はスペイン国内で交戦中の共和国側、そしてフランコ率いる反乱軍側双方にフランス本国から物資を支援することを禁止する法案を可決した。

#### 独伊の対応
欧米の民主主義国家が、内政不干渉の原則に即し、内戦に対して介入しないことを決めた同25日、ドイツのアドルフ・ヒトラーはモロッコ内にいた反乱軍に対して、航空機と乗組員、整備の為の技術者の支援を送り込むことに同意した。その直後、イタリアのベニート・ムッソリーニも輸送機と他の物資を送ることに同意し、この輸送機は、同年7月29日、アフリカの反乱軍の部隊を、当時反乱軍支配下にあったスペイン本土の南部の都市セビリアに送り込む目的で使用された。

#### 空洞化した内政不干渉
1936年8月1日、フランス政府は"スペイン内戦に対する内政不干渉"を提案し国際世論に訴えかけた。8月7日、イギリス政府はこの提案に対して支援すると表明した。ソビエト、ポルトガル、イタリア、そしてナチス・ドイツは当初この提案に同意し、同年9月9日に設立されたスペイン内戦不干渉に関する委員会に参加したが、うち3国は反乱軍側に対して物資及び兵站支援を続けた。一方、共和国側はメキシコやブラックマーケットから物資を得ていた。

### 反乱軍の侵攻
武力蜂起が始まった当初、共和国政府は、武器購入委員会を作り、パリ、プラハ、ワシントン、メキシコでの購入に努力した。しかし、武器購入の経験のない政治家で構成されたため、時代遅れの武器や高騰した価格に面して、騙されているのかどうかもわからない状況で、後に軍出身の者が交代した。このように、諸国の軍事不介入とこの不始末があり、初期の数カ月間は武器調達は非常に困難であった。
一方、反乱軍は8月から9月にかけて次々と勝利を重ね、8月14日に起こったバダホスの戦いの後ポルトガルとの国境付近を支配下に置き、9月14日にはイルンを占拠、フランス領バスクと接する国境を封鎖した。

#### ラルゴ＝カバジェロ首相の新内閣
このような中、9月4日に就任したフランシスコ・ラルゴ＝カバジーェロ首相の共和国政府は、内閣に2人の共産党員を組み入れており、フアン・ネグリン財務大臣が、この戦争経済を取り仕切ることになった。彼らは、主要国の協力を得られず、思想的にも近いソ連に接近すること以外に道がなかった。ネグリンは、ドイツ留学をし、20歳で医学博士になった医師、生理学教授であって、米国留学もした。英・独・仏・ロシア語など10か国語をこなす、当時としては、特異な人物であった。また、妻は、ドイツで知り合ったユダヤ系ロシア人のピアニストであった。

### ソ連の動き
反乱軍の各地での進軍を受け、ソビエト政府は方針を転換し内戦に干渉する事を決定、それまで無かった共和国側と外交関係を結んだ後、8月21日にはスペイン共和国への大使を任命し、外交団を送ることになった。
9月終盤、各国の共産党にコミンテルン及びモスクワから国際旅団の参加者を募集し組織するよう指令が下った。国際旅団は、同年11月より実際に内戦に参加した。その間、トレドにおいて戦闘が起こり、反乱軍によって包囲作戦が展開され、9月28日には陥落した。この勝利は反乱軍にとって象徴的なものとなり、勢いづいた反乱軍のマドリードに対する包囲作戦は激しさを増した。
10月を通して、ソ連政府はラルゴ＝カバリェーロ首相を中心にしたスペイン人民戦線の新共和国政府に対し、海運で銃類を、また、戦闘機60機やその操縦士を送り支援した。この新内閣は、このように、ソ連への従属が加速し、内閣への共産党の影響が強くなっていった。
この行動に関して、ソ連大使イワン・マイスキーは、10月23日に行われた不干渉委員会において、以前から行われているドイツ及びイタリアによる反乱軍に対する支援は、各国の不干渉の同意に対する侵害であると非難し、ソビエト政府の共和国側に対する共和国への支援を正当化した。この5日後の1936年10月28日、4隻のソ連の貨物船が、金を積んでカルタヘナを出港した。

## スペイン銀行と金準備

### スペイン銀行の成り立ち

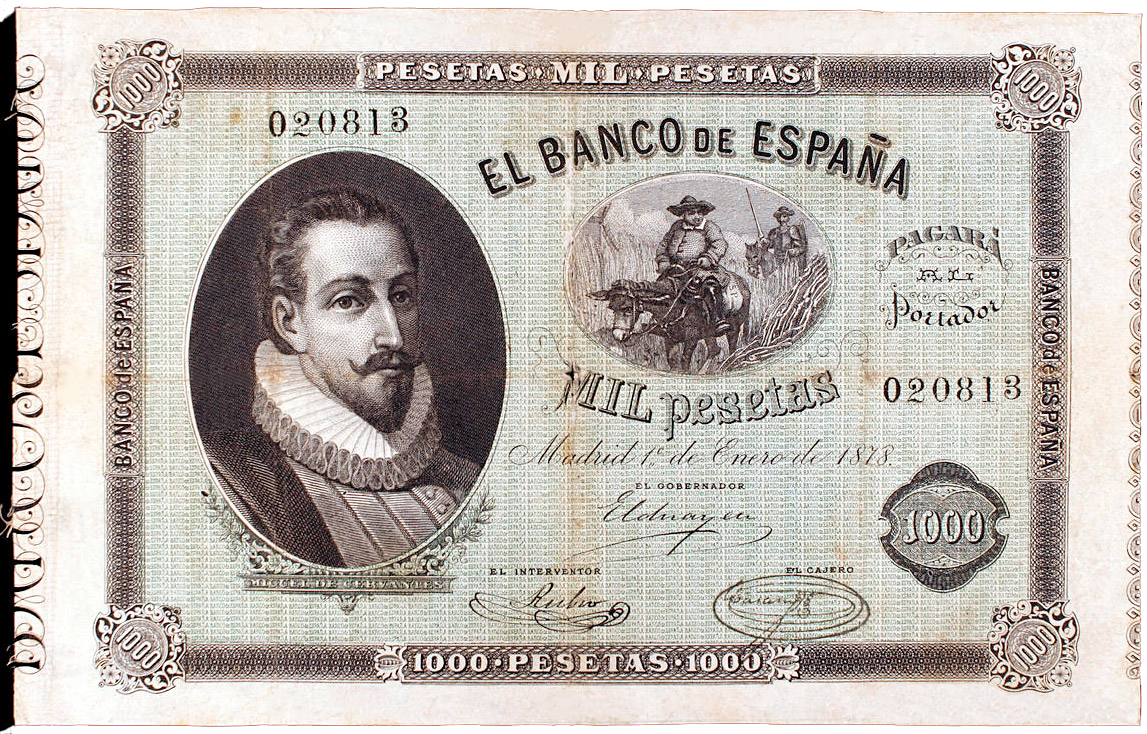
スペイン銀行により1878年１月1日に印刷された紙幣。1884年暮れに流布。75000枚の発行。

スペイン銀行は、18世紀末に起源を持つ民営の株式会社であり、統合を経て1874年には全国規模に拡大し、スペイン主要都市の事務所を通じて、銀行券の発行と国庫への融資、個人への融資と割引を同時に行っていた。総裁と副総裁はそれぞれ政府によって任命され承認されていた。
1921年12月29日に施行された銀行法（当時の財務大臣、フランシスコ・カンボにちなみカンボ法とも呼ばれる。）により、同銀行は、中央銀行として整備され、政府との合意の下、新たな金融政策手段を開発した。資本金1億7,700万ペセタ（1株500ペセタの登録株式35万4,000株）の公開有限会社として存続した。金準備の使用に関しては、議会の正式な承認が必要とされる事を明記した。また同法は、ペセタの為替の誘導、及び国際的な為替市場、貨幣市場に干渉する際に財務省から要求がある場合のみ、政府はスペイン銀行に金準備を売却する事を要求出来る権利を有すると明記した。そして、政府は、総裁1名と副総裁2名を任命する権利を留保した。また、株主代表や財務省から任命された理事等、21人から成る理事会があった。

#### 金準備
スペイン内戦が勃発する直前の1936年5月、スペインの金準備は、米、仏、英の次の世界第四位量を誇っていた。この金は、主に、スペインが中立であった第一次世界大戦中に蓄積されたものである。金準備は、合計708トンの保有で、主にマドリッドのスペイン銀行に638トンが、また、残りは各地方のスペイン銀行支店やパリに保管されていた。この金準備の内訳は、主にスペインや国外の金貨によるもので、歴史的な古銭は全体の0.01%ほどであった。金塊としての金も64インゴットと決して多くはなかった。当時のスペインが保有する金準備の価値は様々な文献から窺い知ることが出来る。1936年、8月7日、ニューヨーク・タイムズはマドリッドに保管されているスペインの金準備は当時のアメリカドルにして7億1800万ドルに達すると報じた。これは純金635トンに相当するものである。1936年7月1日にスペイン銀行によって発行された統計によると、内戦3週間前の6月30日時点での金準備は、52億4000万ペセタに達したと記録されている。（これは当時の7億1800万ドルに相当する。2005年時点での金額はインフレ指数の変動を含めると97億2500万ドルに相当する）。これと比較し、2か月後の9月時点でのスペインの金準備の総額は当時の75億900万ドルと急増する。

## パリへの金輸送と武器資金

### スペイン内部での動き
戦争が始まってから、反乱軍は、共和国政府の行うことは違法であるとみなし、代替政権としての機能を構築し始めた。その中の1つには、マドリードから逃れたスペイン銀行の副総裁の下、同名である別のスペイン銀行が設けられ、それは、その拠点となっていたブルゴスに置かれた。これは、国際的には、どちらも合法なものとされた。共和国では、これまでの体制を維持する一方、反乱軍側では、その制圧地域での運営を行った。

#### 違法を合法に改定
7月27日、当時のヒラル首相は、21日の内閣承認を得て、金の一部をフランスに送ることを公表した。施行されていた銀行法では、ペセタの価値を守るための金の売却しか認められていなかった。反乱軍側では、共和国内やフランスからの情報で、この決定を知り、カンボ法の意図からは遠いものであると断定した。反乱軍の在ブルゴスの国防委員会では、8月25日、その送付は無効であるとの詔書を出した。この不都合な状況を正当化するために、1936年8月30日、共和国政府は、スペイン銀行の金を財務省のものであるかのように使用できる、法的枠組みを作るための留保条項を承認した。実質的には、同銀行の部分的かつ秘密裏の国有化のようなものだった。
数週間が経つにつれ、スペイン銀行の一部の理事達は、自分たちの役割は財務省の指示を受けるだけの立場と分かり、不満を募らせた。また、反乱軍の蜂起により、共和国領内にいた銀行家や資本家の立場は悪化するばかりで、街頭が労働組合とその民兵に占拠されていたマドリードでは、彼らの命が危険にさらされる可能性があった。

### フランス政府の状況
フランスの財務大臣とフランス銀行代表は、反ファシストの立ち位置であったので、フランコ側に有利になることを好まず、共和国側を助けるために、これを受け入れることにした。9月には、フランシスコ・ラルゴ＝カバジェーロ首相(社会労働党)が就任して、その施策を継続し、また、英国やフランスは、反乱軍の意見を無視した。
このようにして、1937年の3月までの間に、約174トンの純金がフランス銀行に送られた。これはスペインの全準備金の27.4%に相当した。これらは、武器と食糧購入のための外貨に換えられた。共和国国庫は、39億2200万フラン（約1億9600万ドル）を受け取った。その他にも、フランスに、金、銀、宝飾品の多く密輸されたという記録がある。ネグリン大臣は、英国にも、金を売ろうとしたが、政府は、その道を閉じた。
戦争末期には、モン・ド・マルサンに預けられていた40.2トンが司法により留保されていたが、フランス共和国がフランコ政府を承認した際に、フランコ政府より請求され、戦争終結時に、それはようやく返還された。

## モスクワへ輸送された金

### 輸送の決定

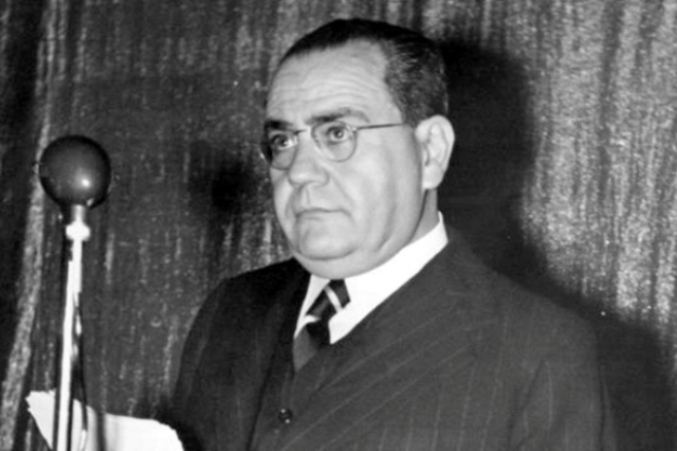
フアン・ネグリン、後に共和国大統領となり、バルセロナに首都を移した際の演説の写真。1838年2月26日。

9月13日、さる７月末に閣僚会議で承認されていた件で、フアン・ネグリン新財務大臣の主導により、スペイン銀行の金の移送を許可する、財務省による令が署名された。これでは、将来的に国会への会計報告を行うことを規定していたが、実際、これは行われなかった。この法令にはマヌエル・アサーニャ共和国大統領が署名したが、彼は後に、埋蔵金の最終目的地を知らなかったと主張した。ラルゴ＝カバジェロの弁解によれば、大統領は「感情的な状態」と「作戦の控えめな性質」のために、かなり後になってから知らされたのだという。輸送について知っていたのは、ラルゴ＝カバジェロ首相、ネグリン財務大臣と海空軍大臣（インダレシオ・プリエト）だけであった。しかし、ロシア政府との交渉にあたったのは、前者二人だけだった。

### 輸送決定の理由

#### フランコ軍の進軍
1936年夏から秋に、フランコ将軍率いる反乱軍は、順調に進軍し首都に迫っており、共和国軍は、成すすべがなかった。しかし、フランコ将軍は、マドリードに進軍するのではなく、トレドのアルカサルで包囲された部隊を助けるために、先にトレドへの作戦を行った。この名高い作戦の成功によってフランコは政治的に強化され、1936年9月29日に国家元首に就任した。一方、これにより、首都は持ちこたえ、共和国政府がバレンシアに逃避したのは、後の11月6日のことだった。

#### 輸送の理由
ラルゴ＝カバジェロ首相とネグリン大臣は、反乱軍が首都を席巻した場合に、金が彼らの手に落ちるのを恐れ、共和国の武器購入などの資金を確保しておく為に、国外の安全な場所、共和国の武器等の供給をしている支援者である国、すなわちソ連に移そうと考えた。
ラルゴ＝カバジェロは、後にフランスに亡命した後に、金の送付は、不干渉条約により民主主義諸国が共和国から離反した事と、反乱軍によるマドリード空襲の脅威によるものであった、と正当化した。一方、彼の当時の友人は、後に、ソ連の関与があったと言うしかない、それが無かったと言うならば、その行動は狂気の沙汰だったとしか言いようがない、としている。また一方、研究者オラヤ・モラレスは、金がカルタヘナに移されたのは、安全上の理由でも、フランコ主義者や無政府主義者の脅威のためでもなく、モスクワに送るという捕らわれた考え方があったからだ、と捉えている。
さらに、1936年8月には、無政府主義者のアバド＝デ＝サンティジャンが、マドリードでヒラル首相とアザニャ大統領に会い、最後通牒という形で、バルセロナへの金の「即時移送」を要求したことがあった。これは拒否されたが、カタルーニャを基盤にする無政府主義勢力がスペイン銀行の埋蔵金に関心を持っていたことを示すものであった。彼らが、スペイン銀行を襲撃するという説もあった。

#### ソ連の影響
誰がスペインから準備金を持ち出すという発案をしたのかは明らかではない。英国の歴史家アントニー・ビーバーは、ソ連の商務官兼NKVD諜報員であったアーサー・スタシェフスキーが、ネグリンにモスクワに「金での当座預金」を持つべきであると提案したのは、マドリードに迫っていた脅威と武器や原材料を購入する必要性があったからだ、とする説を引用している。
研究者マルティン・アセーニャによれば、ネグリンにモスクワに金を預けることを提案したのもスタシェフスキーであり、当時西ヨーロッパの軍事情報を担当していた赤軍大将で、後にアメリカに亡命したウォルター・クリヴィツキーは、スターリンがスペインへの介入を決定したとき、彼は危険を冒すことを望んでいずに、共和国への援助金を支払うだけの金があることを確認したと述べている。
一部の歴史家は、ネグリンを金輸送の発案者と見なしており、このアイデアはソ連を驚かせるものであったので、ネグリンは、ソ連のローゼンバーグ大使に、彼のアイデアを注意深く説明しなければならなかったと主張している。

### 輸送の経過

#### スペイン銀行への工作
共和国政府は、共和国に忠実な人物をスペイン銀行の取締役に据えるため、1936年8月4日の法令という形で、ペドロ・パン＝ゴメスを第一副総裁から解任し、フリオ・カラビアスを任命した。その10日後、他の取締役や理事も解任された。11月21日、金がソビエト連邦に移された後にも、理事会は変更され、さらなる変更と解任を経て、1937年12月24日、9人の理事が組織代表者と直接交代した。その後のパン＝ゴメスは反乱地区に逃亡し、数ヵ月後、ブルゴスで別のスペイン銀行の組織化を担当した。 

#### スペイン銀行の反応
スペイン銀行理事会に金の差し押さえと移送の決定が伝えられたのは、翌9月14日（月）のことだった。既に行動が起こされていた15日に、臨時会合が秘密裏に行われたが、銀行の理事会は、これらの措置を阻止することができなかった。反乱軍側に脱出した者もいて、理事会の人数は減っていたが、その内、2人の理事は辞任した。その１人、マルティネス・フレスネダは、最も強い抗議を表明し、「金は、スペイン銀行の独占的財産であり、国も政府もそれを所有することはできないため、移送は違法である。法により、金が紙幣との互換性を保証しているのだ」と主張した。

#### 金の運び出し
13日の署名から24時間も経たない1936年9月14日に、スペイン銀行の建物に官憲と民兵が入った。これは、財務省によって送られたもので、同銀行の社会党系労組(UGT)と無政府主義労組(CNT)との合意が成されていた。不正取得の任務を指揮したのは、当時の財務省長官で、後にネグリン政権の財務大臣となるフランシスコ・メンデス＝アスペであった。彼はフリオ・ロペス＝マセゴサ大尉と50～60人の金属工と鍵屋、マドリード労組に所属する銀行員のグループを引き連れていた。出納係長は、金の備蓄が強制的に運び出されることを知り、執務室で自殺した。鍵が手に入ると、備蓄金が保管されていた箱や部屋が開けられ、政府からの要員が数日間かけて、そこに保管されていた金の大半を運び出した。金は、30.5×48.2×17.7センチメートルの約1万個の木箱に入れられた。これは通常、弾薬などの軍需品の輸送に使われるもので、金の量、重さ、通し番号や送り状は添付されていなかった。

#### カルタヘナ港への輸送
これらは、現在のアトーチャ駅にトラックで運ばれ、鉄道でムルシア州カルタヘナ市に向けて送られ、弾薬庫に保管された。カルタヘナには軍港があり、戦闘の前線からは離れていた。目撃者の証言によれば、カルタヘナへの鉄道輸送は、社会労働党の車両旅団によって警護されていた。金の移動を知った反政府側は、これを「強奪行為」と表現し、国際的に抗議した。
これで、一応、安全な場所に保管されたことになり、政府の意図は実行されたことになった。ある学者は、この時点では、まだ行先は決まっていなかった、と考えている。このような手順で、後の1938、39年に銀の運び出しも行われ、米国やフランスに運び出された。

### ソ連への輸送
1936年10月6日、共和国の閣僚会議では、行き先は特定しないものの、最終的に金を国外に持ち出すことを承認した。この内容には、「ネグリン大臣は、共通の合意により、スペイン銀行が保有する金について、いかなる制限もなく、必要な措置を講じることができる。」とある。さらに、10月15日、ネグリンとラルゴ＝カバジェロは、カルタヘナからソ連へ金を移送することを決定した。両政府間の合意書は、ラルゴ＝カバジェロとソ連政府の財務委員ローゼンゴルツによって署名された。ネグリンは、アザーニャ大統領に詳細に報告するよう主張した。大統領は、この知らせに、首相と財務大臣に、この作戦に満足していることを熱く表明した。
10月20日、在スペインNKVDの責任者アレクサンドル・オルロフは、スターリンから暗号電報を受け取り、金のソ連への輸送を組織し、ネグリンと取り決めをするよう命じられた。1936年10月22日、財務省長官でネグリンの右腕であったフランシスコ・メンデス＝アスペは、カルタヘナに到着し、1箱約75キロの金を夜間に運び出すよう命じた。これらは、トラックで運ばれ、ロシア船舶のKIM、クルスク、ネヴァ、ヴォルゴレスの4隻に積み込まれた。これらの船は、2週間前にソ連の戦車旅団を運んできており、これらは、カルタヘナに陸揚げされていた。オルロフは7900箱、メンデス＝アスペは7800箱と記録していたが、最終的な受領書には7800箱と記されており、100箱の金が失われたのか、単なる記録ミスなのかは不明である。秘密裏に金を積み込むのには、3晩を要し、10月25日、4隻の船はソ連(当時)の黒海の港、オデッサに向けて出航した。これには、スペイン銀行の職員4人が、それぞれに乗船し同行した。

### 金の到着とスターリンの反応
11月2日の夜、スターリンは、金を積んだ3隻の船（クルスク号は故障のため数日遅れた）が、5779箱の貴金属を積んでオデッサに到着した知らせを受け取った。これは、NKVD第173連隊に警護され、直ちに、モスクワの人民金融委員会の貴金属保管所に列車で移された。11月5日付で、議定に従って、金融委員会代表、貴金属サービス局長J.V.マルグーリス、外国為替サービス局長O.I.カガン、対外業務委員会代表、マルセリーノ・パスクア駐ソ連スペイン大使からなる受取委員会の名によって、預託金として受け取られた。この金がソ連の首都に到着したのは、10月革命19周年の前日だった。さらに、11月9日から10日にかけて、クルスク号で輸送されてきた2021箱が、遅れて到着した。その後、372箱のサンプルが検査され、11月20日に予備受領報告書が作成された。オルロフによれば、スターリンは金の到着を祝って政治局メンバーとの宴席を設け、「スペイン人は、二度と金を見ることはないだろう。彼ら自身の耳を見ることができないのと同じように。」と語ったという。

### 金の価値

#### 金の集計
スペインから派遣された4人の担当者は、全体の集計をするために、1日7時間の2交代制で1年間従事することを計画していたが、12月5日に始まった作業は、細心の注意を払って行われたにもかかわらず、2カ月足らず後の1937年1月24日には終了した。その作業は、1万5571個の袋を開けて、内容を確認することであった。 

#### 金の総量と価値
この中には、16カ国の多様な金貨が集められていた。この最も多量であったのは、英国のポンドで7割を占めていた。この納入は、509,287,183キログラムの硬貨と792,346キログラムの金の延べ棒と切削くずで、合計510,079,529.30グラム、約510トンの純金に相当し、その平均品位は900,000分の1で460,568,245.59グラムの純金に相当した。さらに、歴史的古銭の価値は、多大な価値を持つものであったが、ソ連側では、あまり考慮されなかったようである。これらは、徐々に換金されたものと思われる。 
ある研究者は、この金の価値を、最低でも122億ユーロ（2010年3月の金価格、1オンスあたり824ユーロ）と見積もっており、その貨幣価値は200億ユーロを超える可能性があると考えている。

### 最終契約
集計が完了した後の、1937年2月5日、スペイン大使とソビエト政府高官であるG.F.グリンコー財務大臣とN.N.クレスチンスキー外務副大臣は、フランス語とロシア語で準備された、スペイン金預託の最終受領行為文書に署名した。この文書の第2項第4節には、スペイン政府は金を自由に再輸出または処分することができると規定されており、また、共和国当局によって使用される、この寄託金についてソビエトがいかなる責任も放棄するという条項が含まれていた。この条項では、「共和国政府が、ソビエト連邦が預かった金の輸出を命じた場合、またはその他の方法で金を処分した場合、財政人民委員会が本法律で負う責任の全部または一部は、スペイン共和国政府の規定に従って自動的に軽減される」と規定されていた。このように、この金はスペイン共和国が輸出または処分することによって自由に使用できるものであり、ソ連当局はこの金の運命について一切の責任を負わないことが明らかにしている。なお、ソ連はこの金の所有権を、真の所有者であるスペイン銀行ではなく、スペイン共和国に与えた。

## 関係者の運命
その後数ヶ月の間に、スペインの金輸送事件に関わった何人かの要人は劇的な最期を遂げた。スタシェフスキーは1937年にNKVDによって処刑され、ローズマンバーグソ連大使も1938年には同じ運命をたどった。オルロフは、次は自分の番だと恐れ、スターリンからソ連への帰還を命じる電報を受け取った後、その年の暮れにアメリカに亡命した。ソ連財務省の人民委員であったグリンコー、クレスチンスキー、マルグーリス、カガンは、反ソ連の「トロツキスト右翼集団」に属していたとして告発された後、1938年3月15日に処刑されるか、さまざまな形で強制失踪の犠牲となった。特にグリンコーは、「ソビエト連邦の財政力を弱体化させる努力」をしたとして告発された。
また、この作戦を完遂するために派遣された4人のスペイン人要員は、1938年10月までスターリンに拘束され、その後初めて、国外の別々の遠方の場所への出発が許可された。スペイン大使マルセリーノ・パスクアはパリに移送された。

## その後の共和国への経済的影響

### 国内政治への影響

#### 内部抗争
1937年1月15日、無政府主義労組CNTの新聞『ソリダリダ・オブレラ』が「金を海外に送るという狂った考え」を非難すると、政府機関コスモスは、1月20日、非公式なメモを発表し、金はまだスペインにあると述べた。 まもなく、無政府主義とマルクス主義統一労働党(POUM)の組織と、社会主義者と共産主義者の政府との間の争いは、1937年5月の暴力的な衝突に現れ、無政府主義者の敗北に終わった。

### 国内経済への影響

#### 共和制政府への信用の失墜
反政府勢力が主張する金の流出によって、政府の財政的信用が疑われ、一般市民は疑心暗鬼に陥った。1936年10月3日の財務省令は、スペイン人に対し、硬貨でもどういう形でも、所有しているすべての金を共和国当局に引き渡さなければならないというものであった。1937年1月、政府は没収された金が海外に保管されていたことを否定したが（前述）、金を使って武器類の支払いを行ったことは認めざるを得なかった。スペイン銀行の金のモスクワへの流出は、1937年の共和国スペインの通貨危機の引き金のひとつとされている。いずれにせよ、金を使い果たした共和国国庫のわずかな信用は消滅した。当時は、常に切り下げられる通貨の裏付けとなる金の準備は必要なく、内外の貿易は事実上抑制され、産業は専ら軍需に専念していたため、裏付けもない紙幣が大量に発行されるようになり、流通紙幣が増加した。

#### 民衆の反応
このため、インフレーションがひどくなり、共和国通貨ペセタの下落が加速し、国民は貴金属（金と銀）を買いだめした。金属製の硬貨は事実上姿を消し、丸いボール紙や紙切れに取って代わられた。大多数の市民は、減価した紙幣を貨幣として受け入れることを拒否した。また、物価上昇により、買える物資は限られていた。
一方、反乱軍の進軍は、さらに、経済的な悪化をもたらした。もし反乱軍が勝利すれば、共和国側が最近発行した紙幣は価値を失うと、共和国地区の住民は知らされたからである。その紙幣はすべて1936年7月以降に発行された新シリーズであったため、フランコ政権は流通を認めていなかった。1938年半ばから終戦まで、共和国地域は物々交換と配給された食料の無料配布で糊口をしのぎ、外国人や政府のエリートを除いて、外貨を持たない大多数の人々にとって、経済取引は事実上麻痺していた。

#### 共和国側の対応
共和国政府は、このような状況に対応する術を知らなかった。この状況で、市町村などの地方機関は、地方各自の金券を印刷したが、住民は、これも信用せず、機能しなかった。これによって、実情はさらに厳しくなった。
反乱側は、このようなインフレは人為的かつ計画的に引き起こされたものであると宣伝した。共和国ゾーンでは、経済の国有化もインフレの救済策として推進された。1937年3月に、スペイン共産党の本会議にホセ・ディアス・ラモス書記長が提出した報告書では、国有化をさらに進める意見が述べられていた。これにより、国際社会では、共和国が反資本主義的な革命状況にあるとの認識が生まれ、元王政大臣でフランコ側の積極的な協力者であったフランセスク・カンボ（金融界で大きな影響力を持つ人物）のようなスペインの金融関係者の証言が支持された。自分たちの利益と財産が脅かされるのを見て、スペイン国内外の金融界は明確に反乱軍を支持する姿勢を示した。国内では、実業家のフアン・マーチ、米国では、ヘンリー・フォード、テキサス・オイル・カンパニーが反乱軍側を支持したり、または、彼らが信用を得るための便宜を図ることになった。これにより、共和国のペセタの国際相場の下落を加速させていった。

## 冷戦中のモスクワの金

### 共和国内部の分裂と内戦の終結
内戦末期には、共和国政権で激しい分裂が起こった。それは、最後まで抵抗して内戦を差し迫った第二次世界大戦につなげようとする側と、より大きな災いを避けるために反乱軍との合意によって戦争を終結させようとする側との相違である。末期には、ネグリンは、首相となっていたが、唯一の支持を得ている共産党を頼みにしていた。社労党のほぼ全党と、当初ネグリンを支持していた同党から国防大臣(陸海空)になっていたインダレシオ・プリエトの一派を含む他の政党は、首相に反対した。1937年8月に、プリエトは、ネグリンと公然と決別し政権を去った。彼は、党中央委員会の会合で、ネグリンが共産主義者の圧力に屈して自分を政府から追放したと、激しく非難した。1938年秋の時点で、社会主義者と共産主義者の対立は、すでに暴力的な衝突にまで発展していた。この分裂は、1939年3月のカサド大佐のクーデターで頂点に達し、社労党は、これを支援した。これにより、新国防評議会は、共産主義者とネグリン主義者を共和国機構から追放し、ネグリンはスペインから逃亡した。この分裂の結果、フランコとの和平交渉となり、共和国側は無条件降伏しか道はなく、内戦は終結した。
このように、共和国の亡命者達は、その後の論争の中で、ネグリンは、共産主義者の操り人形であって共和国を破滅に導いたと非難し、「モスクワの金」事件は、その多くの論拠の一つとなった。

### 社労党再建とネグリン批判
亡命せざるを得なかった社労党の指導者らは、ベステイロ、プリエト、ラルゴ＝カバジェロの３者を中心に、徐々に再構築を行い、反共産主義、反ネグリン主義を明確に打ち出し、意見の相違を乗り越えた。
亡命者の間では、特に共産党内の反中央派では、終戦直後から、共和国の武器を購入するために金、あるいは少なくともその一部が外貨に換えられなかったと主張しており、書類を隠し、亡命政府に説明することを拒否したネグリンの経営の不透明さを批判していた。また、主要人物の一人であるラルゴ＝カバジェロの、ネグリン批判が強調された。

### プリエトによる告発
インダレシオ・プリエトは、メキシコに亡命していたが、他の同様な一部のスペイン人達と共に、1955年1月、アメリカの週刊誌『タイム』誌において、ネグリンがソ連と共謀して金を送付した事件を告発し、これが報道された。それは、米国におけるマッカーシズムの時期でもあった。フランコ政府は、すでに1938年に、この準備金が外貨に転換され枯渇したことを知らされていたが、これを契機に、反ソ連の国々である、米、仏、英の大使館を通じて、ソ連との外交対決を再開し、ソ連がヨーロッパ市場でスペイン産の金を使用していることを明確に非難し、金預金の返還を、改めて執拗に要求した。1955年1月12日付のスペインの『ABC』紙は、「スペイン金盗難の歴史」という記事を掲載した。

### ネグリン文書の波紋

#### ネグリン文書
1956年末に、フアン・ネグリンは、パリで逝去した。その友人であった元司法大臣マリアノ・アンソは、その遺志に従って文書を作成し、12月14日の日付で、次男のルムロが承認をした。これは、後に「ネグリン文書」と言われるもので、12月18日に外務省の法律顧問に提供された。この目的は、「スペイン国家が、対応しうる（...）前述の金のスペインへの返還を得るための行動を促進するため」ということであった。この中では、「スペインが自らの権利を証明する書類を一切持たないことにより、きわめて無防備な状態に置かれている」こと、「ソ連による多数の重要なスペイン商船の留保」などの、ネグリンの懸念が表現されていた。また、彼は、誰が政権を握っていようと、文書はスペイン政府の所有物であると考えていた 。ネグリンは、「スペインとソ連との間のその後の清算においては、スペイン人としての義務として、国家の利益を無条件で支持する義務がある。」としている。ネグリンは、彼が共産主義者やソ連の「傀儡」として動いていたのではなく、国家の利益を第一にしてきたことを説明し、誤解や非難に対しての弁明を行いたい遺言のような内容となっていた。

#### 文書の影響
この文書は、スペイン銀行の金の預託と管理に関する不完全な書類一式で、当時のアルベルト・マルティン＝アルタホ外務大臣に送られ、簡単な文書とともにスペイン銀行のヘスス・ロドリゲス＝サルモネス副総裁に送付された。しかし、彼は書類を閲覧することなく、金融機関の金庫に保管するよう命じた。この送付は、ネグリンの絶対的な秘密保持を条件としていたため、厳重に秘密裏に行われたが、このニュースはすぐに公になり、熱烈な論争を引き起こした。フランコは、1957年の新年の演説で、国を揺るがす経済危機、物価上昇を招いた通貨発行の必要性、厳しく弾圧されたストライキや社会的抗議から生じた問題を認めた。
一方、彼はまた、驚くべきことに、伝統的な反ソ言説を和らげるメッセージをソ連に送った。同月、スペイン人の送還について話し合う公式任務を帯びた委員会がモスクワに派遣され、タイム誌は金の返還交渉も開始すべきだと考えた。

#### 亡命政権側の驚き
ネグリンは、15年以上にわたって、亡命先の共和国政府に文書を公開することをを否定してきた。共和国の亡命者たちは、その文書がフラン政権側に引き渡されたのを、驚愕の目で見ていた。フランコに対する抵抗運動を率いたネグリンであったが、今やフランコの独裁政権をスペインの利益の正当な代表であると、明確に認めていることになったからで、これは裏切り行為となった。

## 金の行方

### 金の使い果たし

#### ソ連からの返答
1957年4月、『タイム』紙は、ラジオ・モスクワとプラウダが、ソ連政府の非公式見解を公表したことを報じた。同年5月15日付のスペイン共産党の機関紙『ムンド・オブレロ』は、この記事の翻訳を掲載した。その内容は、「あたかも、まだ、未使用の金が残っているかのような印象を世論に与えている。」「ソ連に預けた金準備を担保として、共和国の外国での注文に対する支払いを行った。」「共和国政府の要請により、ソ連政府は8,500万ドルの信用供与を認めたが、そのうち支払われたのは3,500万ドルのみであり、残り5,000万ドルの債務が残っている。」という内容であった。
しかし、この報道は何の証拠にもならず、共和国政府の著名なメンバーの発言と矛盾していた。例えば、ネグリンは、1938年にホセ・ヒラル前首相に、預けられた金の3分の2はまだモスクワにある、と語っていた。これは、公式の発言ではなかったため、ソ連政府は必要に応じてその発言に反論することができた。この見解は、ある研究家の言によると、「モスクワの金に関する章を鉄の鍵で閉じた」ことになった。

#### プリエトの反論
一方、インダレシオ・プリエトは、プラウダの声明は虚偽であり、フランス共産党の利益のためにスペインの資金が支出されていると考えた。「我々は、とんでもない横領を目の当たりにしているのだ。これらの経費はすべてソ連に預けられた金に請求されたとはいえ、完全に使い切ることは不可能である。ソ連は、ボリシェヴキの敵や、多少なりとも誤ったその党員に対して行われたとんでもない裁判を支持するために、多くの書類を偽造したのと同じように、自分の容疑を晴らすために、必要なだけの書類を偽造したのである。」
ともあれ、4月10日付のスペインの『ABC』紙は、「プラウダによれば、1937年にソ連に運ばれたスペインの金は消失した」と報じた。　また、別の研究者によると「ソ連に預けられたスペインの財は、戦争中、共和国政府によって事実上全額が費やされた。」という結論になった。

### 金の清算事情
ネグリン文書は、スペイン銀行の歴史文書として保管されている。この文書により、研究者たちは、スペインの金がモスクワで受け取られた後に何が起こったかを、不完全ながらも、再構築することができた。いずれにせよ、ネグリンは軍事装備品の購入に関する領収書を研究も保管もしていなかったため、それが本当に必要なものなのか、ソ連の顧問が適切だと考えたものではないのか、前線での正しい配分を保証し、その品質と価格を保証するものなのか、といったことは全く分かっていなかった。

#### ソ連による軍需経費の計算
後のソ連崩壊により、1991年からソ連時代の過去の文書が公開されると、研究者により、さらなる実情が判明して行った。ある研究者は、ソ連は、ごまかしはしなかったが、様々な経費を要求してきた、という。ソ連当局は、金貨を溶かし、低合金金塊に変え（その費用として、法外な額も請求した）、それと引き換えに、共和国財務省の在外の銀行口座に供給した。別の研究者は、ルーブルからドル、ドルからペセタへの為替レートを操作し、国際為替レートを30～40％も値上げすることで、スターリンが販売した戦争物資の価格をつり上げたという考えから、ソ連の詐欺があったと主張している。 例えば、本来請求されるべき9,450ドルの大砲が、25,000ドルで請求されることになる。研究者マルティン＝アセーニャによると、ネグリンも、最後の大蔵大臣だったメンデス・アスペも、スペイン銀行のトップも、為替レートのことは知らなかったという。
一方、金が本当にソ連に売却されたのであれば、金の売却によって発生した外貨がすべてパリの北ヨーロッパ商業銀行に送金されたのかどうかという疑問は、ソビエトでもスペインでも、そのような操作に関する文書が見つかっていないため、未解決のままである。
また、ソ連が金を支配していたことを利用して圧力をかけ、当時の共産主義者が絶対権力を行使していたという話もある。ホセ・ヒラル首相前任者によれば、すべての武器購入費を支払ったにもかかわらず、共和国政府が「重要な軍事・警察ポストを共産主義者に引き渡すことにまず同意しなければ」、ソ連はいかなる資材も送らなかったという。 Claudio Sánchez Albornoz, De mi anecdotario político, Buenos Aires, 1972, p. 150.

#### 省察
論理的には、金は、スペイン国家が所有しているという明確な証拠がなければならなかった。共和国側は、戦費の出費を唯一ソ連に頼り、預金という形で、その経費を先払いにしてしまったために、ソ連側の請求を鵜呑みにせざるを得なかった。戦費は、武器・弾薬や戦闘機ばかりではなく、スペインまで派遣された軍人、訓練要員等の給料なども含まれた。また、戦闘機は、当時の先端技術であり、多大な価格を支払わせられた。一方、送られてきた武器等は、古いもので、大部分は、第一次世界大戦時のものであったが、市場での新品の価格が請求されていた。1939年2月、ネグリンは、さらなる武器をソ連に求めたが、その時は、すでに、その預金は、会計上、使い果たされてしまっていた、とされる。

## 研究と経緯
この件に関する研究は、1970年代から盛んになった。研究者の立場から、様々な見解が提示されている。
- この件に関しては、パブロ・マルティン＝アセーニャ、フランシスコ・オラヤ＝モラレス、アンヘル・ヴィニャスが、このテーマに関するスペインの3人の最も著名な研究者である。ヴィニャスは、スペイン銀行の文書を閲覧した最初の研究者である。国際レベルでは、ジェラルド・ハウソンとダニエル・コワルスキーが、1990年代に研究者に公開されたソビエト連邦公文書館の文書に直接、接し、ソ連と共和国の関係や軍事物資の輸送に関する研究に焦点を当てた。

- ヴィニャスやある研究者達は、ネグリンの財務省長官としての、また閣僚会議議長としての政治運営を擁護し、ソ連への金の送付には、共和国政府全体が受け入れた政治的、経済的、運営上の根拠があったと考えている。また、ビニャスは、彼を「内戦中の偉大な共和国政治家」と見なしており、ソ連への金塊の送付には、共和国政府全体が受け入れた政治的、経済的、運営上の根拠があったと考えている。

- 一方、マルティン＝アセーニャは、金の送付は共和国の資金調達能力を失わせる過ちであったと考えている。ソ連は地理的に遠く離れた国であり、不透明な官僚機構を持ち、国際的な規則や保証に準拠していない金融業務を行っていた。そのため、フランスや米国のような民主的な国に金を送付するのが理にかなっていたはずである。このような国であれば、埋蔵金の管理を容易にし、軍備費の支払いに関して金の適切な使用を確認することができた、という意見である[68]。

- 無政府主義者でフランコ政権時代に追放されたオラヤ＝モラレスについては、彼のすべての著作の中で、ネグリンの経営は犯罪的であるとし、アンヘル・ヴィニャスの主張と理論を否定し、金輸送事件は巨大な詐欺であり、共和国敗北の最も重要な要因の一つであると考えている。
- また、一部の研究者達は、モスクワの金にまつわるスペインのエピソードを神話的なものと定義し、戦後のスペインの悲惨な状況を正当化するためにこのエピソードが、フランコ政権に利用されたことを強調している。
- また、ネグリンの行動に対する最大の批判は、フランコ政権からではなく共和党自身、特に社会主義者のフランシスコ・ラルゴ＝カバリェロやインダレシオ・プリエトのような元ネグリン支持者からのものであったという事実についてヴィニャスを批判している研究者もいる[69]。
- 1994年、カタルーニャ州のTV3の特別番組ディレクターであるマリア・ドロールス・ジェノベスは、『L'Or de Moscou』という貴重なドキュメンタリーを制作した。
- 2014年、ネグリン財団は、大臣と首相の行動を擁護する目的で、ネグリン文書を研究に開放した[70]。